# Perdita beameri
Perdita beameri är en biart som beskrevs av Timberlake 1964. Perdita beameri ingår i släktet Perdita och familjen grävbin. Inga underarter finns listade i Catalogue of Life.